# Gynacantha limbalis
Gynacantha limbalis är en trollsländeart som beskrevs av Karsch 1892. Gynacantha limbalis ingår i släktet Gynacantha och familjen mosaiktrollsländor. Inga underarter finns listade i Catalogue of Life.